# ジャスティス・リーグ:ザック・スナイダーカット
『ジャスティス・リーグ:ザック・スナイダーカット』（Zack Snyder's Justice League）は、 2017年のアメリカのスーパーヒーロー映画『ジャスティス・リーグ』のディレクターズ・カットである。 
一般的に「スナイダー・カット」（Snyder Cut）として知られている。DCエクステンデッド・ユニバース（DCEU）の5作目であり、同名のDCコミックスのスーパーヒーローチームをベースにした『ジャスティス・リーグ』の製作を離れたザック・スナイダーが、ジョス・ウェドンに監督を引き継ぐ前に、意図していた通りに描いたもの。 
日本と中国とフランスを除く全世界で2021年3月18日に同日配信。日本では2021年5月26日にデジタル配信開始、Blu-ray、Ultra HD Blu-rayで同年6月25日にリリースされた。

## 概要
2017年にワーナー・ブラザースが公開した劇場版『ジャスティス・リーグ』は、製作が大変難航した。脚本は、2016年から2017年の間に、制作前と制作中に大きな変更をした。2017年5月、監督を務めていたザック・スナイダーは娘の死を受けてポストプロダクション中に辞任し、ジョス・ウェドンが後を継ぎ、ノンクレジットの監督として本作を完成させた。ウェドンは再撮影などの変更を指揮し、明るいトーンとユーモアを加え、ワーナー・ブラザースからの指示で上映時間を120分に短縮した。 劇場版『ジャスティス・リーグ』は興行的に失敗し、さまざまな評価を受けたため、ワーナー・ブラザースはDCEUの将来を再評価し、個々の作品の製作を集中させることになった。 
スナイダー監督が退任する前の作品の詳細が明らかになると、多くのファンがスナイダー監督のビジョンに忠実な代わりのカットに興味を示した。ファンやキャスト、スタッフは、スナイダー・カットと呼ばれるこのカットを公開してほしいと嘆願した。当時、業界関係者はこの公開はあり得ないと考えていた。しかし、ワーナー・ブラザースは2020年2月に公開を検討することを決定し、翌年5月にはスナイダーがオリジナルカットを「ザック・スナイダーのジャスティス・リーグ」としてストリーミング・サービスのHBO Maxで公開することを発表した。完成には特殊効果、追加撮影をし、2,000万～3,000万ドル以上の費用がかかる予定だという。   
『ザック・スナイダー版 ジャスティス・リーグ』は、HBO Maxで2021年3月18日に公開された。また、日本・中国・フランスを除くアメリカ以外の国や地域でも同日に配信されることが同年2月20日に発表された。
本作は、スナイダー監督の娘オータム・スナイダーに捧げられている。

## あらすじ
『バットマン vs スーパーマン ジャスティスの誕生』でのスーパーマンの死後、 バットマンとワンダーウーマンはフラッシュ、アクアマン、サイボーグを採用し、ジャスティス・リーグを結成し、3つのマザーボックスを求めるステッペンウルフとパラデーモンから出来た軍隊から世界を守る為に立ち向かう。
なお、本作は6つのパートとエピローグに分けられている。
- パート1 諦めろ バットマン（Don't count on it, Batman）
- パート2 ヒーローの時代（The Age of Heroes）
- パート3 最愛の母 最愛の息子（Beloved mother, Beloved son）
- パート4 チェンジ・マシン（Change Machine）
- パート5 王家の家来（All the King's Horses）
- パート6 暗い何か（Something Darker）
- エピローグ 2度 父親に（A Father Twice Over）

## 登場人物 / キャスト

### ジャスティス・リーグ
ブルース・ウェイン / バットマン
演 - ベン・アフレック、日本語吹替 - 小原雅人
カル゠エル / クラーク・ケント / スーパーマン
演 - ヘンリー・カヴィル、日本語吹替 - 星野貴紀
ダイアナ・プリンス / ワンダーウーマン
演 - ガル・ガドット、日本語吹替 - 甲斐田裕子
バリー・アレン / フラッシュ
演 - エズラ・ミラー、日本語吹替 - 細谷佳正
アーサー・カリー / アクアマン
演 - ジェイソン・モモア、日本語吹替 - 安元洋貴
ビクター・ストーン / サイボーグ
演 - レイ・フィッシャー、日本語吹替 - 諏訪部順一

### スーパーマンの協力者
ロイス・レイン
演 - エイミー・アダムス 、日本語吹替 - 中村千絵
マーサ・ケント
演 - ダイアン・レイン、日本語吹替 - 塩田朋子
ジョナサン・ケント
声 - ケヴィン・コスナー（クレジットなし）、日本語吹替 - 内田直哉
ジョー＝エル
声 - ラッセル・クロウ、日本語吹替 - 井上和彦
クリプトン船A.I.
声 - カーラ・グギノ、日本語吹替 - 安井絵里

### バットマンの協力者
アルフレッド・ペニーワース
演 - ジェレミー・アイアンズ 、日本語吹替 - 金尾哲夫
ジェームズ・ゴードン
演 - J・K・シモンズ、日本語吹替 - 立川三貴

### ワンダーウーマンの協力者
ヒッポリタ女王
演 - コニー・ニールセン、日本語吹替 - 榊原良子
メナリッペ
演 - リサ・ローベン・コングスリ、日本語吹替 - 行成とあ
アンティオペ将軍
演 - ロビン・ライト

### アクアマンの協力者
メラ
演 - アンバー・ハード、日本語吹替 - 田中理恵
ヌイディス・バルコ
演 - ウィレム・デフォー、日本語吹替 - 多田野曜平

### フラッシュの協力者
アイリス・ウェスト
演 - キアシー・クレモンズ、日本語吹替 - 潘めぐみ
ヘンリー・アレン
演 - ビリー・クラダップ（クレジットなし）、日本語吹替 - 各務立基

### サイボーグの協力者
サイラス・ストーン
演 - ジョー・モートン、日本語吹替 - 楠見尚己
ライアン・チョイ
演 - チェン・カイ、日本語吹替 - 新垣樽助
エリノア・ストーン
演 - カレン・ブライソン、日本語吹替 - 津田真澄

### 過去のダークサイド戦メンバー

#### 神
ゼウス
演 - セルジ・コンスタンス
アレス
演 - ニック・マッキンレス、声 - デヴィッド・シューリス
アルテミス
演 - オーロア・ラウゼラル

#### アトランティス
古代アトランティスの王
演 - ジュリアン・ルイス・ジョーンズ

#### 人間
アーサー・ペンドラゴン
演 - フランシス・マギー

### その他のヒーロー
ジョン・ジョンズ / カルヴィン・スワンウィック国務長官 / マーシャン・マンハンター
演 - ハリー・レニックス、日本語吹替 - 石住昭彦

### 警察
ベン・サドウスキー
演 - マーク・マクルーア
ジェリー
演 - マーク・マクルーア

### ヴィラン
ステッペンウルフ
声 - キアラン・ハインズ、日本語吹替 - 壤晴彦
レックス・ルーサーJr.
演 - ジェシー・アイゼンバーグ、日本語吹替 - 神谷浩史
ユクサス / ダークサイド
演 - レイ・ポーター、日本語吹替 - 土師孝也
デサード
演 - ピーター・ギネス、日本語吹替 - 麦人
グラニー・グッドネス
演 - TBA
テロリストリーダー
演 - マイケル・マケルハットン、日本語吹替 - 広瀬彰勇

### ポストクレジットシーン
スレイド・ウィルソン / デスストローク
演 - ジョー・マンガニエロ、日本語吹替 - 遠藤大智
ジョーカー
演 - ジャレッド・レト、日本語吹替 - 子安武人

## 劇場版との違い
劇場版『ジャスティス・リーグ』と『ザック・スナイダー版 ジャスティス・リーグ』には多くの違いがある。物語の基本的な枠組みは同じだが、何十もの追加シーン、バックストーリー、神話、世界構築の要素、新しいキャラクター、今後の映画のためのティーズがスナイダー版には存在するが、劇場版には存在しない。 
『ザック・スナイダー版 ジャスティス・リーグ』には、劇場版カットのためにウェドンが撮影したシーンは一切含まれない。そのため、上映時間が約2倍となったにもかかわらず、劇場版からカットされたシーンも多く存在している。 

## 歴史

### 『ジャスティス・リーグ』の制作

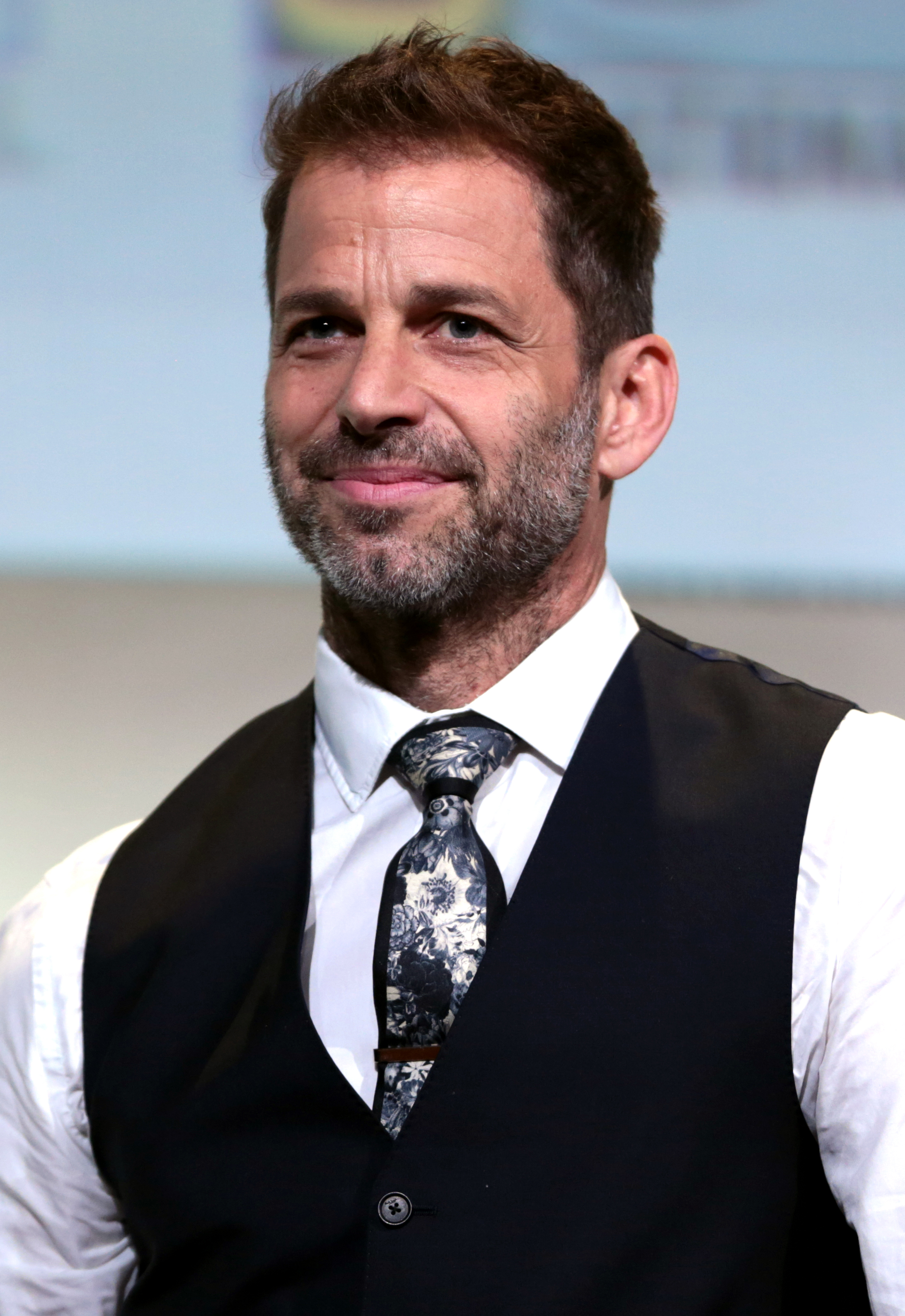
ザック・スナイダー

『マン・オブ・スティール』（2013年）の公開後、ザック・スナイダーは、『マン・オブ・スティール』、『バットマン vs スーパーマン ジャスティスの誕生』（2016年）、『ジャスティス・リーグ』の3部作を含む5本の映画を中心としたDCエクステンデッド・ユニバース（DCEU）の基礎を設定した。スナイダーの元のビジョンは、『バットマン vs スーパーマン』はフランチャイズの中で最も陰鬱で、シリーズはそこから希望に満ちたトーンになるものだった。しかし、『バットマン vs スーパーマン』は、その暗いトーン、ユーモアの欠如、スローペースなどが批判され、受け入れられなかった。この反響を受けて、配給元のワーナー・ブラザースとスナイダーは、今後のDCEU、特にすでに撮影を終えた『スーサイド・スクワッド』（2016年）と、撮影まで1ヶ月を切った『ジャスティス・リーグ』を再考することになった。スナイダーと脚本家のクリス・テリオは、『ジャスティス・リーグ』を当初の予定よりも希望に満ちたトーンに書き直した。撮影監督のファビアン・ワグナーは、スナイダーが「フランチャイズの他の映画のスタイル化された、彩度の高く、超ハイコントラストの色調から脱却する」ことを望んでいたと語った。
『ジャスティス・リーグ』の主要撮影は2016年4月に始まり、翌年の12月に終了した。数ヶ月後、スナイダー監督の『ジャスティス・リーグ』の複数のカットが、スナイダー監督の友人や家族に加え、ワーナー・ブラザースの幹部にも見せられた。カットには不完全な視覚効果ショットと部分的な音声ミキシングも含まれていたが、最終的なランタイムとピクチャー・ロックは完了した。後にスナイダーは、スナイダーカット完成までに必要なのは「いくつかのCGの微調整」だけで、基本的には「完成」したカットが複数あったと語った。フォーブスの寄稿者で映画脚本家のマーク・ヒューズは、スナイダーカットは90％以上完成していると報じ、デイリー・テレグラフは、視覚効果の専門家を引用して、ワーナー・ブラザースが映画を完成させるにはさらに3000万～4000万ドルが必要だと見積もっていると伝えている。スナイダーカットを見たワーナー・ブラザースの幹部らは、スナイダーが『バットマン vs スーパーマン』の批判を受けてトーンを軽くするためにかなりの努力をしたと感じたという。しかしながら、ワーナー・ブラザースはこの結果にまだ不満を持っていたという。 
スナイダーの演出に不評だったワーナー・ブラザースは、大規模な再撮影をするために、マーベル・シネマティック・ユニバースの『アベンジャーズ』（2012年）や『アベンジャーズ/エイジ・オブ・ウルトロン』（2015年）の監督を務めたジョス・ウェドンを雇った。ワーナー・ブラザースCEOのケビン・ツジハラは、『ジャスティス・リーグ』の長さを2時間を超えないように義務づけた。また、ワーナー・ブラザースは公開日を延期しないことを決定した。スナイダーはウェッドンが書き直したシーンを撮影することが期待されていたが、スナイダーの娘であるオータム・スナイダーが2017年3月に自殺した際は、ワーナー・ブラザースの要望に応えようと2人は協力していた。スナイダーは5月に辞任するまでの2か月間、気晴らしのために『ジャスティス・リーグ』の制作を続けていた。『ジャスティス・リーグ』をプロデュースしていた妻のデボラ・スナイダーも一緒にプロジェクトを離れた。 
スナイダーが去った後、ウェドンは『ジャスティス・リーグ』の制作を完全に掌握したが、公開された映画ではスナイダーが監督のクレジットに名を残した。ウェドンは脚本に80ページ近くを追加し、ワグナーは、ウェドンのカットでは彼が撮影した映像の10％程度しか使用していないと推定している。作曲家のトム・ホルケンボーグは、ポストプロダクションの途中でダニー・エルフマンに交代する前に映画の音楽を完成させた。劇場公開のためにウェドンが書いたシーンや再撮影したシーンは、より明るいトーンとユーモアが特徴で、スナイダー監督のダークな演出で見られる暴力のレベルを下げていた。設定された上映時間を満たすために、90分以上のスナイダーによる映像が削除されたが、結果としては物語の基本的なアウトラインに沿ったものとなった。最初のカットはテスト視聴者からの評判が悪かったが、試写会では『ワンダーウーマン』（2017年）と同じくらいの高評価だったため、ワーナー・ブラザースはこのカットを進めることにした。『ジャスティス・リーグ』は2017年11月17日に劇場公開された。 
批評家は、この劇場版のカットを「フランケンシュタイン」と表現し、明らかに2人の異なる監督の作品であることを示してた。『ジャスティス・リーグ』は、推定3億ドルの制作費に対して、6億5790万ドルの興行収入を上げた。推定損益分岐点である7億5,000万ドルに対して、この映画はワーナー・ブラザースに約6,000万ドルの損失を与えたとDeadline Hollywoodは報じている。この映画の成績の悪さから、ワーナー・ブラザースは、スナイダーが描いていた互いの繋がりの多いシェアード・ユニバースというビジョンから離れ、代わりにスタンドアローン映画やソロ・フランチャイズに焦点を当てることにしたという。

### #ReleaseTheSnyderCutの動き
『ジャスティス・リーグ』の劇場公開直後、ファンは「スナイダー・カット」の公開を求めるオンライン請願書を作成し、18万人以上の署名を集めた。ソーシャルメディア上で #ReleaseTheSnyderCut というハッシュタグを使ったこの運動は、スナイダー監督の『ジャスティス・リーグ』のカット版が実際に存在することをファンが知る前から始まっていた。この動きは、劇場版カットのレビューが混ざっていたことから、スナイダー監督が監督と最終カットをウェドンに任せていたことを知っていたファンが、ウェドンが劣悪な映画を作ったと思い込んでいたことがきっかけとなっている。この状況を『スーパーマンII』（1980年）の状況と比較してみると、どちらも完成前に監督が交代したため、二人目の監督が入ってきて大幅な変更が加えられている。リチャード・ドナーは2006年に『スーパーマンII』のカットを完成させていた。スナイダー監督の作品のいくつかは、劇場版よりも優れているとする批評家もいる家庭用メディア用のエクステンデッド・カット（『ウォッチメン』（2009年）や『バットマン vs スーパーマン』など）として再公開されているため、『ジャスティス・リーグ』の代替カットは避けられないとする意見もあった。 
俳優のジェイソン・モモア、キアラン・ハインズ、レイ・フィッシャー、写真家のクレイ・イーノス、絵コンテアーティストのジェイ・オリバ、撮影監督のワグナー、ベン・アフレックのスタント・ダブルのリチャード・セトローネら『ジャスティス・リーグ』のキャストやスタッフは、「スナイダー・カット」の公開に向けて、支援した。劇場公開2周年を迎え、キャストやスタッフはソーシャルメディアを通じて応援の声を上げた。映画監督のケヴィン・スミス、テレビプロデューサーのスティーヴン・S・デナイト、コミック作家のロブ・リーフェルド、ロバート・カークマン、ジェリー・オードウェイなど、『ジャスティス・リーグ』とは関係のない他の映画・コミック業界の人々も、「スナイダー・カット」のリリースを支持した。他の数字はあまり楽観的ではなかった。Boxoffice Proのチーフアナリストであるショーン・ロビンズは、「ジャスティス・リーグの別のカットは、熱狂的なファン以外の多くが見たいと切望しているようには見えない」と述べ、インパクトを与えるにはムーブメントの規模が小さすぎることを示唆した。業界関係者はまた、「スナイダー・カット」のリリースはあり得ないとしていた。ライターのマリオ・F・ロブレスは、業界のコネクションに基づいて、ワーナー・ブラザースはスナイダーのビジョンを信頼しておらず、カットを完成させるために数百万ドルを費やす気はないと述べた。この運動を通じて、メディアのメンバーはスナイダー・カットを「伝説的」または「神話的」と呼んでいた。 
＃ReleaseTheSnyderCut 運動のメンバーは、それを促進するためにファンのアクティビズムの行為に従事した。2018年6月には、ファンはAT&Tとワーナーの合併を受けてAT&Tの幹部に連絡を取り、2019年6月にはツジハラの退任後に後任となったワーナー・ブラザースの新CEOアン・サルノフにも連絡を取り、1ヶ月後には大量の手紙を書くキャンペーンを行い、2019年7月にはワーナー・ブラザースの親会社であるワーナーメディアの新ストリーミングサービス「HBO Max」の発表後に連絡を取った。2019年のサンディエゴ・コミコンに先駆けて、あるファンがクラウド・ファンディング運動を開始し、資金の半分を広告キャンペーン（スナイダー・カットを宣伝する看板やフライングバナー広告を含む）に使い、残りの半分をアメリカ自殺予防財団（AFSP）に寄付することにした。2019年のニューヨーク・コミコンでの同様のキャンペーンのために、運動は、キャストやクルーのメンバーからの引用をフィーチャーしたタイムズスクエア上空の2枚のビルボードの広告スペースを購入した。2019年12月には、別のフライングバナー広告を借り、今度はワーナー・ブラザース・スタジオの上空を通り、サルノフにスナイダー・カットの公開を直接依頼した。2020年1月には、イングランドサッカーのFAカップの開催期間中、リヴァーサイド・スタジアムの内部に巻き付けられたデジタルバナーで映画の公開を主張する4分間の広告スペースを購入した。2020年1月の時点で、同運動はAFSPのために15万ドル以上の資金を集めていた。彼らの努力はスナイダー監督とAFSPから賞賛を受けた。 
しかし、この運動のメンバーは、スナイダー・カットについて自分たちの信念に反する意見を表明した人に対して嫌がらせや脅迫、ネットいじめを行ったとして、メディアのメンバーからも「有害」と評されている。ヴァニティ・フェアのヨハナ・デスタは、ファンが代替カットを要求する行為を「ファンダムを積極的に有害にしている観客の要求の現代的なパターン」と大々的に表現し、2017年の『スター・ウォーズ/最後のジェダイ』の女優ケリー・マリー・トランへの嫌がらせと比較した。ジャーナリストは、パジバのケイリー・ドナルドソンが経験したような、電子メール、ウェブサイトのコメント、ソーシャルメディアのダイレクトメッセージを通じて嫌がらせを受けている。2018年9月、元DCエンターテインメント社長のダイアン・ネルソンは、運動のメンバーによる実質的なオンライン嫌がらせを受けた後、自身のTwitterアカウントを削除した。「スナイダー・カット」に関する定期的な電話が殺到したワーナー・ブラザースの電話オペレーターは、これらの問い合わせをいたずら電話として扱うよう訓練されていた。運動のメンバーは『ジャスティス・リーグ』のスタントマンであるリチャード・セトローネを追跡し、「スナイダー・カット」について質問をしたところ、彼の反応をデジタルで改ざんし、自分たちの大義を支持しているかのように見える偽のテキストメッセージをソーシャルメディア上で拡散させた。 
『ニューヨーク・オブザーバー』紙のブランドン・カッツによると、この運動は「あらゆる反対派に極悪非道な嫌がらせを投げかける有害なDCファンと、スナイダーのスタイルを純粋に楽しみ、2013年の『マン・オブ・スティール』で始まった彼の3部作の結末を見たいと思っている支持的な映画ファンの両方で構成されている」という。どのような集団でもだすが、その中には過激派と冷静な人がいる。スワースモア大学准教授で映画・メディア研究の講座を担当するボブ・リハク氏は、「#ReleaseTheSnyderCut のようなファンダムは、自分たちの好きなものに大きな変更が加えられると反乱を起こし、この反応は通常、ファンダムの中の小さな部分的な部分から起こるもので、「コミュニティ全体を本当に広い筆で描いている 」と述べた。この #ReleaseTheSnyderCut 運動は、いくつかの模倣キャンペーンを引き起こした。2020年1月初旬、多くのスター・ウォーズファンは、J・J・エイブラムスがウォルト・ディズニー・カンパニーの指示の下、『スター・ウォーズ/スカイウォーカーの夜明け』（2019年）の計画の多くを変更しなければならなかったという噂を受けて、#ReleaseTheJJCut ファンキャンペーンを組織した。同様に、2019年後半にLetterboxdに参加した後、『ファンタスティック・フォー』（2015）の監督ジョシュ・トランクは、20世紀フォックスの指示の下、彼の映画が再撮影で変更されたという彼の以前の主張のために、#ReleaseTheTrankCut ファンキャンペーンに会ったが、彼は独創力を高く評価している間、彼が計画していたシーケンスの多くが撮影されていなかったので、それは不可能であったと述べている。スナイダー・カットブレイクのリリースに関するニュースの直後には、DCEUの仲間である監督のデヴィッド・エアーが、再撮影中にワーナー・ブラザースが彼の『スーサイド・スクワッド』に課した変更についてコメントしたことから、エアーのオリジナル版もリリースしてほしいという #ReleaseTheAyerCut のファンキャンペーンが行われた。2020年6月にジョエル・シュマッカーが亡くなった後、『バットマン・フォーエヴァー』のより長く、より暗いカットが存在すると報じられ、これが #ReleaseTheSchumacherCut をワーナー・ブラザースに公開するよう求める運動につながった。しかし、ワーナー・ブラザースはリリースの予定はなく、その映像が残っているかどうかは不明であると明言している。

### リバイバルと編集
2019年3月、数ヶ月に及ぶ憶測の末、スナイダーは彼のオリジナルカットが存在することを確認し、それをリリースするかどうかはワーナー・ブラザース次第だと述べた。11月には、あるインサイダーは、ワーナー・ブラザースがスナイダーのバージョンをどのような形でもリリースする可能性は低いと主張し、そのような希望を 「パイプドリーム 」と呼んでいた。しかし翌月、スナイダーは自身のVeroアカウントに「Z.S. J.L. ディレクターズカット」と書かれたテープが入った箱の写真と「本物? 実在するかって？もちろんあるさ」と投稿した。スナイダーによると、彼は当初、彼のカットはリリースされないと想像していたが、ドキュメンタリーに収録される可能性があるとした。ワーナーメディアの会長でHBO Maxの責任者でもあるボブ・グリーンブラットは、スナイダー版 『ジャスティス・リーグ』のリリースをめぐる議論は2019年後半に始まり、数ヶ月間続いたと述べている。スナイダーによると、ワーナーメディアはトビー・エメリッヒ会長が #ReleaseTheSnyderCut の運動を認め、スナイダーに連絡を取ったことで、2020年2月にスナイダー・カットを進めることを決定したという。 
スナイダー家は、ワーナー・ブラザース、HBO Max、DCの重役を自宅に招待し、スナイダー・カットを鑑賞した。スナイダーはまた、潜在的にエピソードでカットをリリースすることを含むアイデアを提示した。感動した幹部は、プロジェクトを進めることを決定した。スナイダーは、カットを完成させるために、映画の元のポストプロダクションチームを再編成し始めた。努力は新型コロナウイルスのパンデミックによって妨げられたが、スナイダーズはそれを継続するためにプッシュした。スナイダーは2020年4月から5月の間に、元のキャストにこの取り組みを通知した。スナイダーによると、フィッシャーは当初冗談だと思っていたという。2020年5月20日、スナイダーは『マン・オブ・スティール』のオンライン視聴パーティー後のQ&Aの中で、彼のカットした『ジャスティス・リーグ』が2021年にHBO Maxでザック・スナイダーの『ジャスティス・リーグ』として公開されることを発表した。グリーンブラットによると、ワーナーメディアは5月27日のHBO Maxの放送開始前に「できるだけ早く」このニュースを伝えようとしたという。 
劇場版カットをまだ見ていないスナイダーは、自分のカットを「全く新しいもので、特に公開された映画を見た人たちと話していると、その映画とは別の新しい経験になる」と表現している。スナイダー夫妻は、『ジャスティス・リーグ』を最終的に終わらせることができることで自分たちに区切りをもたらすと感じており、映画のキャラクター展開が広がるという見通しに興奮していた。この時点では、ザック・スナイダー監督の『ジャスティス・リーグ』が4時間の映画として公開されるのか、6部構成のミニシリーズとして公開されるのかは明らかにされていない。ハリウッド・リポーターは、視覚効果、音楽、編集を完成させるために2,000万～3,000万ドルの費用がかかると予想していると書いている。しかし、グリーンブラットはこのリリースが「乱高下する」と指摘しており、完成までには報道されている3000万ドル以上の費用がかかるとしている。この作品では、スナイダーが出演を希望したもののHBOから許可を得られなかったオリジナルキャストとの再撮影は行われないという。2020年6月23日、ワーナーメディアの制作・事業運営担当社長のサンドラ・デューイはインタビューで、「2021年の早い時期から中旬」の公開を目指していることを明かしている。 

## 公開
『ジャスティス・リーグ:ザック・スナイダーカット』は、2021年3月18日にHBO Maxで公開されることが決まっている。   
スナイダーは、HBO Maxが利用できない国際地域では、ワーナー・メディアとHBO Maxが他の配信計画に取り組んでいることを確認した。 本作は、カナダではCraveで、ヨーロッパの一部の国ではHBOサービスで独占的に、アジアの一部の国ではHBO Goサービスで配信される。ラテンアメリカでは、同地域で2021年後半にサービスが開始された際に、同作品はHBO Maxで独占配信される予定。2021年2月20日に日本と中国を除くアメリカ以外の国や地域でも同年3月18日に配信されることが公式のTwitterにおいて発表された。この時点ではフランスも公開未定としていたが、後に同日での同時配信が決定した。
また、2021年3月25日に本作品のモノクロ版である『Justice is Gray（原題）』をHBO Maxにて公開したことを公式のTwitterが発表した。
スナイダーは、COVID-19の流行が収束したら、このカットをIMAXシアターで上映することに興味を示している。 さらに、2021年1月にBlu-rayがリリースされる可能性が報告されている。このカットは1:43:1と並んで1.33:1のオープンマットで撮影され、公開される予定。
当初、このカットは単編映画に加えて4部作のミニシリーズとして公開される予定だったが、スナイダーは2021年1月に、「ワンショット」として公開されると語った。ワーナーメディアは後にプレスリリースでこれを確認した。
2021年3月8日にHBO Maxの不具合により、『トムとジェリー』を再生しようとすると、本作品が誤って再生してしまうトラブルが発生した。この誤配信は約1時間後に収束し、HBO Maxもトラブルを認める声明を発表した。

### 日本
ワーナー ブラザース ジャパンは2021年5月26日にデジタルの配信を開始した。また、Blu-ray、Ultra HD Blu-rayで同年6月25日にリリースすることを発表。更に同年3月13日にオンライン試写会（英語版・字幕なし）が行われ、日本から20人が参加できることがそれぞれ発表された。なお、ワーナーメディアは2021年3月30日に動画配信サービスのU-NEXTとの間で独占パートナーシップ契約を締結し、HBOやHBO Maxの人気作品を同年4月から順次独占配信を行うことが発表されたが、本作品についてはワーナー ブラザース ジャパンからの配信となるため、独占配信契約の対象外になることがU-NEXTが明らかにしている。
同年9月25日から、U-NEXT見放題作品の対象となった。

#### ホームメディア
日本ではワーナー・ブラザース ホームエンターテイメントより販売。
- 【初回仕様】ジャスティス・リーグ:ザック・スナイダーカット 4K ULTRA HD&ブルーレイセット（4枚組、2021年6月26日発売）
- 【初回仕様】ジャスティス・リーグ:ザック・スナイダーカット ブルーレイセット（2枚組、2021年6月26日発売）
- ジャスティス・リーグ:ザック・スナイダーカット 4K ULTRA HD&ブルーレイセット（4枚組、2021年6月26日発売）
- ジャスティス・リーグ:ザック・スナイダーカット ブルーレイセット（2枚組、2021年6月26日発売）

### マーケティング
『ザック・スナイダー版 ジャスティス・リーグ』の発表に合わせて、HBOは、ジャスティス・リーグの6人のメンバーを描いたポスターを公開した。これらのポスターは以前にも劇場映画のマーケティングキャンペーンに使用されていたが、HBOのものはモノクロのフィルターを使用し、スナイダーの名前が強く強調されていた。スクリーン・レントのクリス・アガーは、このフィルターを「劇場公開までの間に流行っていたカラフルなジャスティス・リーグのポスターとは対照的で、映画の2つのバージョンを分けるために意図的に選択されたことは間違いない」と評している。 
スナイダーは2020年5月22日、予告編が公開されることを発表した。6月18日には、ワンダーウーマン、レックス・ルーサー、ダークサイドの正体が明らかになる簡単なティーザーが公開された。そして2020年7月25日には、ジャスティス・コン2020の開催期間中にブラックスーツのスーパーマンが明らかになる公式クリップが公開された。 

### 反応
ザック・スナイダー監督の『ジャスティス・リーグ』の発表は #ReleasetheSnyderCut 運動によって祝われ、多くのファンがソーシャルメディア上でその意気込みを表現した。一部のスナイダーファンは、劇場版カットのDVDやブルーレイを破壊する動画をアップロードした。『ジャスティス・リーグ』のキャストなど多くの業界関係者は、スナイダー版のリリースを支持してくれたファンに感謝の意を表した。しかし、一部のジャーナリストは、ワーナーメディアが運動中に嫌がらせや荒らしに従事していたファンに譲歩していることに懸念を表明し、負の前例を作るのではないかと危惧した。スクリーン・レント は、ファンの圧力が映画スタジオ、ネットワーク、ストリーミング サービスに影響を与えることができるというメッセージを送ったと書いた。この懸念を受けて、HBO MaxのCEOであるトニー・ゴンカルブスは、ファンダムの情熱を改めて強調し、ビジネスとして消費者からの要求に耳を傾けることを肯定した。